# Sherlock Holmes e la voce del terrore
Sherlock Holmes e la voce del terrore (Sherlock Holmes and the Voice of Terror) o semplicemente La voce del terrore è un film del 1942 per la regia di John Rawlins. È il terzo film di una serie basata sul personaggio di Sherlock Holmes e interpretata da Basil Rathbone e Nigel Bruce.
È liberamente ispirato al racconto Ultimo saluto di Sherlock Holmes, una delle storie contenute nell'omonimo ciclo di Arthur Conan Doyle.

## Trama
Holmes e Watson escono dal  221B di Baker Street, ma l'investigatore anziché indossare il solito cappellino opta per un borsalino tra le proteste del collega.
Un importante personalità del consiglio supremo britannico, Sir Evan Barham, chiama Holmes a partecipare alle ricerche di un gruppo nazista infiltrato nel Regno Unito impegnato in sabotaggi e che prima di azionarsi trasmette messaggi radiofonici detti "Voce del terrore" in cui vengono dichiarati gli obiettivi che colpiranno.
Iniziando ad indagare su una bomba lanciata contro una chiesa in Limehouse, Holmes è convinto di seguire la pista giusta. A seguito di brevi indagini, l'investigatore intuisce che Barham sia a capo dell'organizzazione nazista e prova ciò con una serie di prove trovate nei luoghi dei sabotaggi.
In un racconto nel finale, Holmes scopre anche il passato di Barham, o per meglio dire Heinrich Von Bork, prigioniero di guerra tedesco nella prima guerra mondiale, che sfruttando la sua somiglianza con Barham, un agente dei servizi segreti tedeschi, è riuscito a infiltrarsi nell'organico governativo europeo dopo aver ucciso l'ex soldato.
La soluzione è arrivata studiando un apparente passato non esistente di Barham, che tuttavia ha lasciato tracce a Oxford, dove ha studiato un corso di inglese avanzato e usi e tradizioni britanniche per poter meglio infiltrarsi nel governo britannico, con un successivo intervento di chirurgia plastica al viso per togliere il profilo nordico-germanico e parlare meglio la lingua.